# Screaming Skull Records
Screaming Skull Records ist ein norwegisches Musiklabel aus Oslo, das vor allem Künstler der Genres Death, Black und Thrash Metal verlegt. Mit Furze findet sich auch eine Band, die Black Doom spielt. Auf Discogs ist für das Werk mit der Katalognummer SSR001 das Jahr 2018 angegeben. Inhaber ist Erlend Nedreberg Bauthus.

## Veröffentlichungen (Auswahl)
- Aura Noir / Dødskvad: Knives Out II: The Black Circle (7"-Split-Single, 2022)
- Death Strike – Fuckin’ Death (2020)
- Furze – In the Presence of the Black Psych Tormentor (2021)
- Hirax – Immortal Legacy (2021)
- Internal Suffering – Awakening of the Rebel (2018)
- Masacre – Brutal Aggre666ion (2021)
- Master – Four More Years of Terror (2021)
- Messiah – Powerthrash (2021)
- Troll – Tilbake Til Trollberg (2020)
- Verthebral – Regeneration (2019)
- Yxxan – Inverterat Korståg (2020)